# ダイヤモンド「株」データブック
『ダイヤモンド「株」データブック』は、ダイヤモンド社の投資情報誌で『ダイヤモンドZAi』の姉妹誌。年4回（3・6・9・12月の15日前後に）発行される。

## 特徴
わかりやすく言うと「四季報」の見やすいバージョン。上場企業の証券コード、社名、取引市場、決算月、発行済株式数、時価総額、配当利回り、株主優待、株主状況、企業プロフィール、事業や業績に関するコメント、決算の業績と予想、財務状況、チャートなどがコンパクトにまとめられている。
東洋経済新報社の『会社四季報』が専属記者によるファンダメンタル重視の業績予想誌、日本経済新聞社の『日経会社情報』が会社発表の資料をそのまま掲載したデータ集だとすると、『ダイヤモンド「株」データブック」』の特徴はファンダメンタル/テクニカル双方のアナリストによる投資判断が付いていること、過去5期分の業績データを掲載していること（四季報は3期）、A4判の大きな判型とカラフルな配色で見やくなっていることが特徴である。ただし、『会社四季報』や『日経会社情報』のように上場全企業は網羅しておらず、その時々で注目度の高い1000社の情報に限定されている。そのため株式投資の初心者を主要な読者対象に想定していると思われる。

## 全銘柄版
それまでは1000銘柄限定の「厳選銘柄版」として好評を博してきた同誌であったが、2005年12月、小型で（A5判）分厚い判型に全銘柄の情報を詰め込んだ『ダイヤモンド「株」データブック 全銘柄版』を発行した。新興市場ブームで個人投資家が増えて「厳選銘柄版」だけでは対応しきれなくなったことと、東洋経済新報社が『会社四季報プロ500』など厳選銘柄版市場に進出してきたことの対抗策であったのかもしれない。いずれにせよ小型なサイズに上場全銘柄の情報が載ったこの分野は長らく「会社四季報」と「日経会社情報」の寡占状態であったため、「ついにダイヤモンド社が2社独占の牙城を崩しにきた」と大変な話題になった。
しかし、東洋経済新報社が「会社四季報と類似した部分が多く、著作権侵害にあたる」として東京地裁に販売差し止めを求める仮処分を申請した。その後、ダイヤモンド社側が四季報からの無断転載の事実を認めて謝罪、和解した。また転載以外にも誤記・訂正情報が多く、新版が出るたびに細かな体裁に変更を加えるなど定着せず、全銘柄版はわずか3号で廃刊に追い込まれてしまった。